# Elena-Gabriela Ruse
Elena-Gabriela Ruse (n. 6 noiembrie 1997, București, România) este o jucătoare română de tenis. Cea mai bună clasare a carierei sale la simplu este locul 51 mondial, la 23 mai 2022 iar la dublu locul 32 mondial, la 8 mai 2023. A câștigat primul său titlu WTA la Hamburg 2021, după ce a învins-o în finală pe germanca Andrea Petkovic, cu 7-6 (6), 6-4. La dublu a ajuns în semifinalele de la Australian Open 2023 alături de Marta Kostiuk.
În clasamentul ITF juniori a ajuns pe locul 7 mondial, realizat pe data de 18 mai 2015. Ea a ajuns în semifinale la simplu feminin la Wimbledon în 2014.
Ruse a debutat pe tabloul principal într-un turneu WTA la BRD Bucharest Open 2015 la dublu, în parteneriat cu Jaqueline Cristian.

## 2012-2015: cariera la juniori
Ruse a câștigat două titluri la simplu și opt titluri la dublu la juniori. Cel mai mare titlu în turneele de juniori a fost câștigat la Grade 1 Canadian Open Junior Championships, unde a învins - o în finală pe Katie Swan. De asemenea, Ruse a ajuns în semifinale la Wimbledon Juniori în 2014 și în finală la Eddie Herr.

## Finale WTA

### Simplu: 3 (1 titlu, 2 finale)
| Legendă                 |
| ----------------------- |
| Turnee Grand Slam (0–0) |
| WTA 1000 (0–0)          |
| WTA 500 (0–0)           |
| WTA 250 (1–2)           |

| Finale după suprafață |
| --------------------- |
| Dură (0–0)            |
| Zgură (1–1)           |
| Iarbă (0–0)           |
| Covor sintetic (0–0)  |

| Rezultat | C–P | Dată           | Turneu                          | Nivel   | Suprafață | Adversară        | Scor          |
| -------- | --- | -------------- | ------------------------------- | ------- | --------- | ---------------- | ------------- |
| Câștigat | 1–0 | iulie 2021     | Hamburg European Open, Germania | WTA 250 | Zgură     | Andrea Petkovic  | 7–6(8–6), 6–4 |
| Pierdut  | 1–1 | iulie 2021     | Palermo Ladies Open, Italia     | WTA 250 | Zgură     | Danielle Collins | 4–6, 2–6      |
| Pierdut  | 1–2 | octombrie 2023 | Transylvania Open, România      | WTA 250 | Hard (i)  | Tamara Korpatsch | 3–6, 4–6      |

### Dublu: 1 (finală)
| Legendă                       |
| ----------------------------- |
| Grand Slam tournaments        |
| Premier Mandatory & Premier 5 |
| Premier                       |
| International (0–1)           |

| Finale după suprafață |
| --------------------- |
| Dură (0–0)            |
| Iarbă (0–0)           |
| Zgură (0–1)           |
| Covor sintetic (0–0)  |

| Rezultat | C–P | Dată       | Turneu                  | Tier          | Suprafață | Partner            | Oponente                           | Scor          |
| -------- | --- | ---------- | ----------------------- | ------------- | --------- | ------------------ | ---------------------------------- | ------------- |
| Pierdut  | 0–1 | iulie 2019 | Bucharest Open, România | Internațional | Zgură     | Jaqueline Cristian | Viktória Kužmová Kristýna Plíšková | 4–6, 6–7(3–7) |

## Finale ITF (12-7)

### Simplu (6-2)
| Legendă                    |
| -------------------------- |
| Turnee 100.000 $           |
| Turnee 75.000 $ / 80.000 $ |
| Turnee 50.000 $ / 60.000 $ |
| Turnee 25.000 $            |
| Turnee 15.000 $            |
| Turnee 10.000 $            |

| Suprafața finalei |
| ----------------- |
| Hard (0-0)        |
| Zgură (5-1)       |
| Iarbă (0-0)       |
| Carpet (0-0)      |

| Rezultat     | Data              | Categorie  | Turneu                 | Suprafață | Adversară          | Scor               |
| ------------ | ----------------- | ---------- | ---------------------- | --------- | ------------------ | ------------------ |
| Câștigătoare | 13 decembrie 2015 | 10.000 $   | Antalya, Turcia        | Zgură     | Ekaterine Gorgodze | 1–6, 7–6(7–3), 6–2 |
| Câștigătoare | 21 februarie 2016 | 10.000 $   | Antalya, Turcia        | Zgură     | Josephine Boualem  | 7–6(7–3), 0–6, 6–1 |
| Câștigătoare | 28 februarie 2016 | 10.000 $   | Antalya, Turcia        | Zgură     | Nina Potočnik      | 7–5, 4–6, 6–2      |
| Finalistă    | 27 martie 2016    | 10.000 $   | Hammamet, Tunisia      | Zgură     | Claudia Giovine    | 4–6, 0–6           |
| Câștigătoare | 3 aprilie 2016    | 10.000 $   | Hammamet, Tunisia      | Zgură     | Julia Grabher      | 6–4, 6–1           |
| Finalistă    | 23 octombrie 2016 | 50.000 $   | Joué-lès-Tours, Franța | Hard (i)  | Maryna Zanevska    | 3–6, 3–6           |
| Câștigătoare | 6 august 2017     | 25.000 $+H | Bad Saulgau, Germania  | Zgură     | Chiara Scholl      | 6–1, 6–2           |
| Câștigătoare | 13 august 2017    | 15.000 $   | Arad, România          | Zgură     | Nina Potočnik      | 6–4, 6–1           |

### Dublu (6–5)
| Legendă                    |
| -------------------------- |
| Turnee 100.000 $           |
| Turnee 75.000 $ / 80.000 $ |
| Turnee 50.000 $ / 60.000 $ |
| Turnee 25.000 $            |
| Turnee 15.000 $            |
| Turnee 10.000 $            |

| Suprafața finalei |
| ----------------- |
| Hard (0-0)        |
| Zgură (5-1)       |
| Iarbă (0-0)       |
| Carpet (0-0)      |

| Rezultat     | Data              | Categorie | Turneu                    | Suprafață | Parteneră                  | Adversare                                     | Scor             |
| ------------ | ----------------- | --------- | ------------------------- | --------- | -------------------------- | --------------------------------------------- | ---------------- |
| Câștigătoare | 14 august 2015    | 10.000 $  | Arad, România             | Zgură     | Jaqueline Cristian         | Andreea Ghițescu Katarína Strešnáková         | 6–3, 6–4         |
| Finaliste    | 22 august 2015    | 10.000 $  | București, România        | Zgură     | Oana Georgeta Simion       | Diana Buzean Cristina Dinu                    | 0–6, 2–6         |
| Finaliste    | 12 decembrie 2015 | 10.000 $  | Antalya, Turcia           | Zgură     | Julie Noe                  | Alona Fomina Christina Shakovets              | 6–7(4–7), 2–6    |
| Câștigătoare | 20 februarie 2016 | 10.000 $  | Antalya, Turcia           | Zgură     | Petia Arshinkova           | Eleni Daniilidou Arina Folts                  | 7–6(7–0), 6–4    |
| Câștigătoare | 27 februarie 2016 | 10.000 $  | Antalya, Turcia           | Zgură     | Dasha Ivanova              | Adrijana Lekaj Viktoriya Tomova               | 7–6(7–1), 6–1    |
| Câștigătoare | 3 aprilie 2016    | 10.000 $  | Hammamet, Tunisia         | Zgură     | Katharina Hobgarski        | Ola Abou Zekry Snehadevi Reddy                | 6–4, 6–4         |
| Finaliste    | 6 iunie 2016      | 50.000 $  | Essen, Germania           | Zgură     | Elyne Boeykens             | Laura Pous Tió Anne Schäfer                   | 2–6, 3–6         |
| Câștigătoare | 27 august 2017    | 25.000 $  | Hódmezővásárhely, Ungaria | Zgură     | Eva Wacanno                | Martina Di Giuseppe Anna-Giulia Remondina     | 6–3, 6–1         |
| Câștigătoare | 3 septembri 2017  | 25.000 $  | Mamaia, România           | Zgură     | Anastasiya Komardina       | Dea Herdželaš Oana Georgeta Simion            | 3–6, 6–1, [10–6] |
| Finaliste    | 8 septembrie 2017 | 25.000 $  | Sofia, Bulgaria           | Zgură     | Valentini Grammatikopoulou | Jaqueline Adina Cristian Anastasiya Komardina | 3–6, 0–6         |
| Finaliste    | 22 octombrie 2017 | 25.000 $  | Joué-lès-Tours, Franța    | Hard (i)  | Jaqueline Adina Cristian   | Sarah Beth Grey Samantha Murray               | 6–7(3–7), 3–6    |

## Legături externe
- Elena-Gabriela Ruse la Women's Tennis Association
- Elena-Gabriela Ruse la International Tennis Federation
- Elena-Gabriela Ruse pe site-ul Fed Cup